# Not Like the Movies
"Not Like the Movies" (tạm dịch: "Không giống những bộ phim") là một bài hát của ca sĩ người Mỹ Katy Perry từ album phòng thu thứ ba của cô, Teenage Dream (2010). Cô đồng sáng tác bài hát với nhà sản xuất Greg Wells. Capitol Records đã phát hành nó vào ngày 3 tháng 8 năm 2010, dưới dạng đĩa đơn quảng bá đầu tiên của album. Bài hát là một bản power ballad theo quan điểm của một cô gái tuổi teen. Lyrically, cô gái chiêm ngưỡng lần đầu tiên của mình và làm thế nào "nó không đúng". Cô nhận ra qua trải nghiệm đó rằng "hoàng tử" của mình vẫn đang "ở ngoài đó" chờ cô. Nó được viết khi Perry lần đầu tiên bắt đầu hẹn hò với người chồng sau đó của cô, Russell Brand.
Một số nhà phê bình âm nhạc cho rằng "Not Like the Movies" là một bài hát mạnh mẽ và đáng yêu, cũng là một bản ballad đáng suy ngẫm, nhưng nhận thấy rằng lời bài hát của bài hát chỉ liên quan đến người chồng lúc bấy giờ của Perry, Russell Brand. Về mặt thương mại, ca khúc đạt đỉnh ở vị trí 53 trên bảng xếp hạng Hot 100 của Billboard Hoa Kỳ và ở vị trí 41 trên bảng xếp hạng Hot 100 của Canada. Perry đã biểu diễn bài hát trong California Dreams Tour (2011). Cô cũng đã trình diễn bài hát cùng với "Teenage Dream" tại lễ trao giải Grammy thường niên lần thứ 53 vào ngày 13 tháng 2 năm 2011. Buổi biểu diễn đã nhận được đánh giá tích cực từ các nhà phê bình âm nhạc.

## Xếp hạng
| Bảng xếp hạng (2010)      | Vị trí cao nhất |
| ------------------------- | --------------- |
| Canada (Canadian Hot 100) | 41              |
| US Billboard Hot 100      | 53              |

## Chứng nhận
| Quốc gia                                                                           | Chứng nhận | Số đơn vị/doanh số chứng nhận |
| ---------------------------------------------------------------------------------- | ---------- | ----------------------------- |
| Hoa Kỳ (RIAA)                                                                      | Gold       | 500.000‡                      |
| * Chứng nhận dựa theo doanh số tiêu thụ. ^ Chứng nhận dựa theo doanh số nhập hàng. |            |                               |